# Grand Prix-wegrace van Joegoslavië 1981
De Grand Prix-wegrace van Joegoslavië 1981 was vierde race van het wereldkampioenschap wegrace in het seizoen 1981. De race werd verreden op 31 mei 1981 op het Automotodrom Grobnik bij Rijeka. De Grand Prix van Joegoslavië kostte het leven aan de Franse coureur Michel Rougerie.

## Algemeen
De trainingen in Rijeka verliepen voor een paar coureurs niet goed: Jack Middelburg viel door een vastloper toen hij heel rustig een nieuw motorblok aan het inrijden was en brak enkele botjes in zijn hand. Hij dacht op dat moment aan het beëindigen van zijn carrière, omdat hij de inkomsten van een aantal internationale races hard nodig had om te blijven rijden. Christian Sarron blesseerde een vinger en Takazumi Katayama kwam helemaal niet naar Joegoslavië omdat Honda zijn machines terug naar Japan had gehaald. Kork Ballington blesseerde een voet waardoor hij geen duwstart kon maken en moest de race laten schieten. De organisatie was nog steeds niet op orde: Walter Migliorati bleef na een val roerloos liggen en moest acht minuten op een ambulance wachten. Tijdens de 500cc-race debuteerde eindelijk de 500cc-Morbidelli. Graziano Rossi reed in de trainingen naar de negende tijd, maar viel in de race uit.

## 500 cc
De 500cc-race in Rijeka begon erg spannend. Heel even reed Graeme Crosby aan de leiding, maar hij werd gepasseerd door Randy Mamola en Marco Lucchinelli. Crosby probeerde nog even de Yamaha's van Kenny Roberts en Barry Sheene af te stoppen, maar hield dat niet lang vol. Roberts reed naar de Suzuki's aan de kop toe en wist zelfs even de eerste plaats over te nemen, maar hij kon niet wegkomen van Mamola en Lucchinelli, die uiteindelijk de kop weer overnamen. Roberts had problemen met de wegligging van zijn Yamaha OW 54 B, die zo zwaar stuurde dat hij er moe van werd en koos voor de derde plaats, zoals ook Crosby en Sheene zich neerlegden bij de vierde en vijfde plaats. Mamola won de race omdat hij in de vijfde en zesde versnelling iets meer over had op de machine van Luccinelli.

### Uitslag 500 cc
| Pos | Coureur             | Merk       | Tijd                 | Punten               |
| --- | ------------------- | ---------- | -------------------- | -------------------- |
| 1   | Randy Mamola        | Suzuki     | 51:07.300            | 15                   |
| 2   | Marco Lucchinelli   | Suzuki     | +0.900               | 12                   |
| 3   | Kenny Roberts       | Yamaha     | +7.800               | 10                   |
| 4   | Graeme Crosby       | Suzuki     | +12.700              | 8                    |
| 5   | Barry Sheene        | Suzuki     | +22.500              | 6                    |
| 6   | Gianni Pelletier    | Suzuki     | +1:13.500            | 5                    |
| 7   | Boet van Dulmen     | Yamaha     | +1:25.200            | 4                    |
| 8   | Seppo Rossi         | Suzuki     | +1 ronde             | 3                    |
| 9   | Guido Paci          | Yamaha     | +1 ronde             | 2                    |
| 10  | Kimmo Kopra         | Suzuki     | +1 ronde             | 1                    |
| 11  | Dominique Pernet    | Yamaha     | +1 ronde             |                      |
| 12  | Bernard Fau         | Suzuki     | +1 ronde             |                      |
| 13  | Alain Röthlisberger | Suzuki     | +1 ronde             |                      |
| 14  | Willem Zoet         | Suzuki     | +1 ronde             |                      |
| 15  | Franck Gross        | Suzuki     | +1 ronde             |                      |
| 16  | Börge Nielsen       | Suzuki     | +1 ronde             |                      |
| 17  | Josef Hage          | Suzuki     | +1 ronde             |                      |
| 18  | Marco Greco         | Suzuki     | +2 ronden            |                      |
| 19  | Carlo Perugini      | Sanvenero  | +2 ronden            |                      |
| 20  | Jochen Schmid       | Suzuki     | +2 ronden            |                      |
| DNF | Franco Uncini       | Suzuki     |                      |                      |
| DNF | Marc Fontan         | Yamaha     | Val                  |                      |
| DNF | Graziano Rossi      | Morbidelli | Ontsteking           | Ontsteking           |
| DNF | Sadao Asami         | Yamaha     |                      |                      |
| DNF | Mike Baldwin        | Suzuki     |                      |                      |
| DNF | Jon Ekerold         | Solo       |                      |                      |
| DNF | Walter Migliorati   | Suzuki     |                      |                      |
| DNF | Sergio Pellandini   | Suzuki     |                      |                      |
| DNF | Philippe Coulon     | Suzuki     |                      |                      |
| DNF | Sergio Bertocchi    | Suzuki     |                      |                      |
| DNF | Gianni Rolando      | Lombardini |                      |                      |
| DNF | Virginio Ferrari    | Cagiva     | Val                  |                      |
| DNF | Christian Estrosi   | Yamaha     |                      |                      |
| DNS | Kork Ballington     | Kawasaki   | Blessure in training | Blessure in training |
| DNS | Jack Middelburg     | Suzuki     | Blessure in training | Blessure in training |
| DNS | Takazumi Katayama   | Honda      | Geen motor           | Geen motor           |
| DNS | Christian Sarron    | Yamaha     | Blessure in training | Blessure in training |

### Top 10 WK-stand na deze race
| Pos. | Coureur           | Motorfiets | Ptn. |
| ---- | ----------------- | ---------- | ---- |
| 1    | Randy Mamola      | Suzuki     | 54   |
| 2    | Kenny Roberts     | Yamaha     | 46   |
| 3    | Marco Lucchinelli | Suzuki     | 43   |
| 4    | Graeme Crosby     | Suzuki     | 42   |
| 5    | Barry Sheene      | Yamaha     | 37   |
| 6    | Boet van Dulmen   | Yamaha     | 29   |
| 7    | Hiroyuki Kawasaki | Suzuki     | 19   |
| 8    | Jack Middelburg   | Suzuki     | 12   |
| 9    | Kork Ballington   | Kawasaki   | 9    |
| 10   | Franco Uncini     | Suzuki     | 8    |

## 350 cc
Al in de eerste bocht van de 350cc-race viel Michel Rougerie. Hij lag op de baan en probeerde naar de berm te rennen, maar daarbij werd hij geschept door zijn teamgenoot Roger Sibille. Rougerie was vrijwel op slag dood. Pekka Nurmi zag het gebeuren en staakte zijn race onmiddellijk. Op dat moment vochten Carlos Lavado en Jon Ekerold om de leiding van de race, terwijl Toni Mang snel dichterbij kwam. Eric Saul viel terwijl hij Mang probeerde te volgen. Mang had geen problemen om de leiding over te nemen en won met een ruime voorsprong, voor Ekerold en Lavado.

### Uitslag 350 cc
| Pos | Coureur             | Merk              | Tijd       | Punten     |
| --- | ------------------- | ----------------- | ---------- | ---------- |
| 1   | Toni Mang           | Kawasaki          | 49:03.800  | 15         |
| 2   | Jon Ekerold         | Solo              | +19.500    | 12         |
| 3   | Carlos Lavado       | Yamaha            | +36.500    | 10         |
| 4   | Jacques Cornu       | Yamaha            | +55.600    | 8          |
| 5   | Thierry Espié       | Bimota-Yamaha     | +57.900    | 6          |
| 6   | Jean-François Baldé | Kawasaki          | +57.900    | 5          |
| 7   | Patrick Fernandez   | Bimota-Yamaha     | +1:12.700  | 4          |
| 8   | Tony Rogers         | Yamaha            | +1 ronde   | 3          |
| 9   | Sauro Pazzaglia     | Yamaha            |            | 2          |
| 10  | Martin Wimmer       | Yamaha            |            | 1          |
| 11  | Tony Head           | Yamaha            |            |            |
| 12  | Reino Eskelinen     | Yamaha            |            |            |
| 13  | Wolfgang von Muralt | Yamaha            |            |            |
| 14  | Paolo Ferretti      | Yamaha            |            |            |
| 15  | Klaas Hernamdt      | Yamaha            |            |            |
| 16  | Werner Schmied      | Yamaha            |            |            |
| 17  | Manfred Obinger     | Yamaha            |            |            |
| 18  | Mitja Erjavec       | Yamaha            |            |            |
| DNF | Michel Rougerie     | Yamaha            | Val        | (†)        |
| DNF | Roger Sibille       | Yamaha            | Val        |            |
| DNF | Pekka Nurmi         | Yamaha            | Gestopt    |            |
| DNF | Eric Saul           | Chevallier-Yamaha | Val        |            |
| DNS | Alan North          | Yamaha            | Geen visum | Geen visum |

### Top 10 WK-stand na deze race
| Pos. | Coureur             | Motorfiets        | Ptn. |
| ---- | ------------------- | ----------------- | ---- |
| 1    | Toni Mang           | Kawasaki          | 58   |
| 2    | Jon Ekerold         | Solo              | 52   |
| 3    | Patrick Fernandez   | Bimota-Yamaha     | 35   |
| 4    | Carlos Lavado       | Yamaha            | 29   |
| 5    | Thierry Espié       | Bimota-Yamaha     | 24   |
| 6    | Eric Saul           | Chevallier-Yamaha | 18   |
| 7    | Jean-François Baldé | Kawasaki          | 17   |
| 8    | Jacques Cornu       | Yamaha            | 14   |
| 9    | Keith Huewen        | Yamaha            | 13   |
| 10   | Graeme Geddes       | Bimota-Yamaha     | 11   |

## 125 cc
In tegenstelling tot de eerder verreden 50- en 350cc-races was er wel degelijk spanning in de 125cc-klasse in Rijeka, ondanks het snelle uitvallen van Ángel Nieto en Guy Bertin. Loris Reggiani moest nu voor Minarelli de belangen waarnemen, maar kwam in een enorm gevecht met Pier Paolo Bianchi. In de slotronde kwam Reggiani zelfs een paar keer dwars te staan, maar hij won nipt, met dezelfde tijd als Bianchi. Dat kwam ook omdat Bianchi zich de wijste toonde in een chicane waar op de ideale lijn maar plaats was voor één motorfiets. Na de race moest hij dan ook door een aantal Italiaanse landgenoten gekalmeerd worden, want hij was niet blij met het rijden van Reggiani. Hans Müller werd vrij eenzaam derde.

### Uitslag 125 cc
| Pos | Coureur            | Merk        | Tijd      | Punten |
| --- | ------------------ | ----------- | --------- | ------ |
| 1   | Loris Reggiani     | Minarelli   | 43:35.600 | 15     |
| 2   | Pier Paolo Bianchi | MBA         | +0.000    | 12     |
| 3   | Hans Müller        | MBA         | +11.800   | 10     |
| 4   | Maurizio Vitali    | MBA         | +29.500   | 8      |
| 5   | Stefan Dörflinger  | Krauser-MBA | +33.100   | 6      |
| 6   | Iván Palazzese     | MBA         | +54.000   | 5      |
| 7   | Hugo Vignetti      | MBA         | +55.800   | 4      |
| 8   | Alfred Waibel      | MBA         | +59.900   | 3      |
| 9   | Jean-Claude Selini | MBA         | +1:01.200 | 2      |
| 10  | August Auinger     | MBA         | +1:01.600 | 1      |
| 11  | Jacques Bolle      | Motobécane  | +1:17.000 |        |
| 12  | Michel Galbit      | MBA         | +1:31.600 |        |
| 13  | Joe Genoud         | MBA         | +1:39.300 |        |
| 14  | Theo Timmer        | MBA         | +1:46.200 |        |
| 15  | Erich Klein        | MBA         | +1 ronde  |        |
| 16  | Peter Balaz        | MBA         |           |        |
| 17  | Janez Pintar       | Hess        |           |        |
| 18  | Bernard Gatti      | MBA         |           |        |
| 19  | Marijan Kosic      | MBA         |           |        |
| 20  | Chris Baert        | MBA         |           |        |
| 21  | Werner Schmied     | MBA         |           |        |
| DNF | Henk van Kessel    | MBA         |           |        |
| DNF | Ángel Nieto        | Minarelli   | Val       |        |

### Top 10 WK-stand na deze race
| Pos. | Coureur            | Motorfiets  | Ptn. |
| ---- | ------------------ | ----------- | ---- |
| 1    | Ángel Nieto        | Minarelli   | 83   |
| 2    | Loris Reggiani     | Minarelli   | 62   |
| 3    | Pier Paolo Bianchi | MBA         | 48   |
| 4    | Hans Müller        | MBA         | 47   |
| 5    | Guy Bertin         | Sanvenero   | 27   |
| 5    | Stefan Dörflinger  | Krauser-MBA | 27   |
| 7    | Jacques Bolle      | Motobécane  | 25   |
| 8    | Iván Palazzese     | MBA         | 21   |
| 8    | Maurizio Vitali    | MBA         | 21   |
| 10   | Willy Pérez        | MBA         | 11   |

## 50 cc
Bij de 50cc-klasse was de spanning bij de start al grotendeels over, want Ricardo Tormo ging er meteen vandoor en won de race zonder problemen. Stefan Dörflinger werd ook onbedreigd tweede, maar had bij de finish 20 seconden achterstand op Tormo en acht seconden voorsprong op Rolf Blatter. Die laatste had wel een knap gevecht geleverd met Theo Timmer, die naast hem finishte. Samen hadden ze de veel snellere Van Veen-Kreidler van Hagen Klein op grote achterstand gereden.

### Uitslag 50 cc
| Pos | Coureur            | Merk              | Tijd       | Punten |
| --- | ------------------ | ----------------- | ---------- | ------ |
| 1   | Ricardo Tormo      | Bultaco           | 33:53.600  | 15     |
| 2   | Stefan Dörflinger  | Van Veen-Kreidler | +20.100    | 12     |
| 3   | Rolf Blatter       | Kreidler          | +28.200    | 10     |
| 4   | Theo Timmer        | Bultaco           | +28.400    | 8      |
| 5   | Hagen Klein        | Van Veen-Kreidler | +1:18.900  | 6      |
| 6   | Claudio Lusuardi   | Moto Villa        | +1:25.500  | 5      |
| 7   | Yves Dupont        | Kreidler          | +1:30.300  | 4      |
| 8   | Hans-Jürgen Hummel | Kreidler          | +1:32.000  | 3      |
| 9   | Joaquín Galí       | Bultaco           | +1:32.700  | 2      |
| 10  | Chris Baert        | Kreidler          | +2:00.700  | 1      |
| 11  | Günter Schirnhofer | Kreidler          | +1 ronde   |        |
| 12  | Gerhard Singer     | Kreidler          |            |        |
| 13  | Zbynek Havdra      | Kreidler          |            |        |
| 14  | Bruno Di Carlo     | Kreidler          |            |        |
| 15  | Rainer Scheidhauer | Kreidler          |            |        |
| 16  | Zlatko Adamovic    | Kreidler          |            |        |
| 17  | Spencer Crabbe     | Kreidler          |            |        |
| 18  | Joe Genoud         | RYB               |            |        |
| DNF | Hans Spaan         | Kreidler          | Val        |        |
| DNF | Henk van Kessel    | Kreidler          | Ontsteking |        |

### Top 10 WK-stand na deze race
| Pos. | Coureur             | Motorfiets        | Ptn. |
| ---- | ------------------- | ----------------- | ---- |
| 1    | Stefan Dörflinger   | Van Veen-Kreidler | 51   |
| 2    | Ricardo Tormo       | Bultaco           | 45   |
| 3    | Theo Timmer         | Bultaco           | 22   |
| 4    | Hagen Klein         | Van Veen-Kreidler | 21   |
| 5    | Hans-Jürgen Hummel  | Sachs             | 20   |
| 6    | Rolf Blatter        | Kreidler          | 16   |
| 7    | Claudio Lusuardi    | Bultaco           | 15   |
| 8    | Yves Dupont         | ABF               | 14   |
| 9    | Rainer Kunz         | Kreidler          | 10   |
| 9    | George Looijesteijn | Kreidler          | 10   |

## Trivia
- Franco Uncini trad in Joegoslavië voor het eerst aan met de semi-fabrieks-Suzuki RG 500 van de gestopte Wil Hartog. De voorbereiding voor de race was hectisch. Hij trouwde met zijn verloofde Cinzia, maar een uur na de plechtigheid zat hij al samen met zijn monteurs te sleutelen. Zelfs de huwelijksnacht ging niet door.
- De machine van Boet van Dulmen slingerde zo vervaarlijk dat Yamaha-teamchef Kel Carruthers tegen van Dulmen's monteur Gerrit Veldscholten zei: "Als jij hem er niet uithaalt doe ik het". Van Dulmen bleef op zijn machine zitten en werd zelfs zevende, maar vond wel dat Michelin nu eindelijk eens met betere banden moest komen.

1972 · 1973 · 1974 · 1975 · 1976 · 1977 · 1978 · 1979 · 1980 · 1981 · 1982 · 1983 · 1984 · 1985 · 1986 · 1987 · 1988 · 1989 · 1990